# Siramana Dembélé

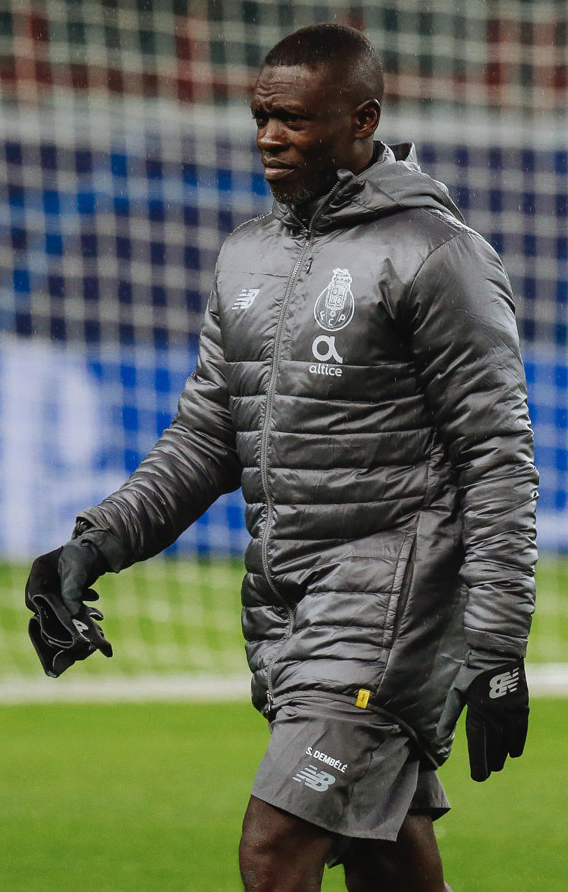
Siramana Dembélé

Siramana Dembélé (Parijs, 27 januari 1977) is een Frans voormalig voetballer die speelde als verdedigende middenvelder. 

## Spelerscarrière
- 2001-2002:  FC Les Lilas
- 2002-2003:  Olympique Alès
- 2003-2004:  AS Cannes
- 2004-2005:  Nîmes Olympique
- 2005-januari 2006:  Vitória Setúbal
- januari 2006-2008:  Standard de Liège
- 2008-2009:  Maccabi Petah Tikva

## Trainerscarrière
- 2009-2011:  Standard de Liège (assistent-trainer)
- 2012-2013:  SC Olhanense (assistent-trainer)
- 2013-2014:  Académica Coimbra (assistent-trainer)
- 2014-2015:  SC Braga (assistent-trainer)
- 2015-2016:  Vitoria Guimaraes (assistent-trainer)
- 2016-2017:  FC Nantes (assistent-trainer)
- 2017-heden:  FC Porto (assistent-trainer)